# Биркир Бьяднасон
Биркир Бьяднасон (исл. Birkir Bjarnason; род. 27 мая 1988, Акюрейри, Исландия) — исландский футболист, полузащитник итальянского клуба «Брешиа» и сборной Исландии. Участник чемпионата Европы 2016 года. Автор первого гола за всю историю Исландии, как на Евро, так и на международных турнирах. Участник чемпионата мира 2018 года. Рекордсмен сборной Исландии по числу проведённых матчей.

## Клубная карьера

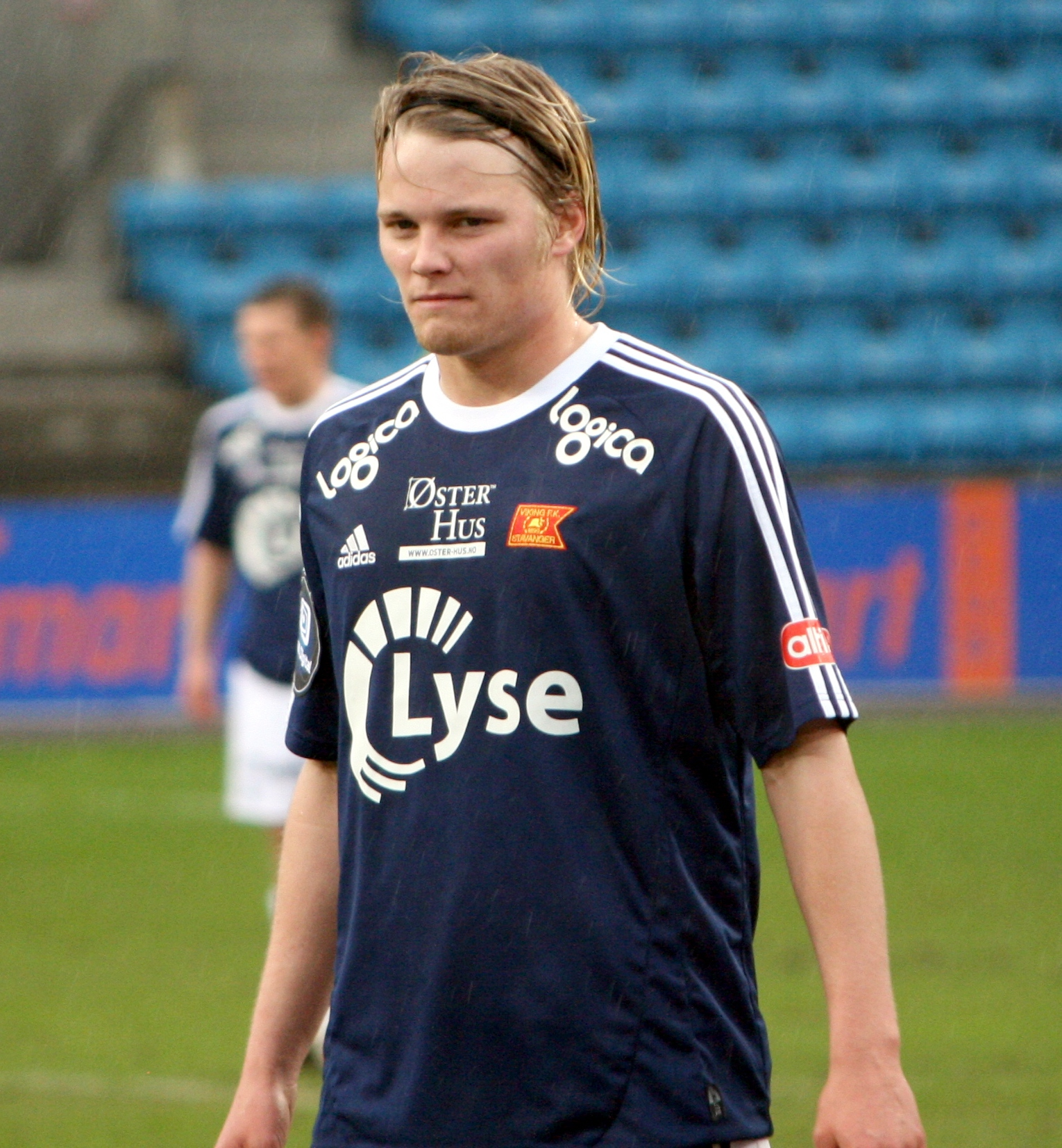
Биркир в составе «Викинг»

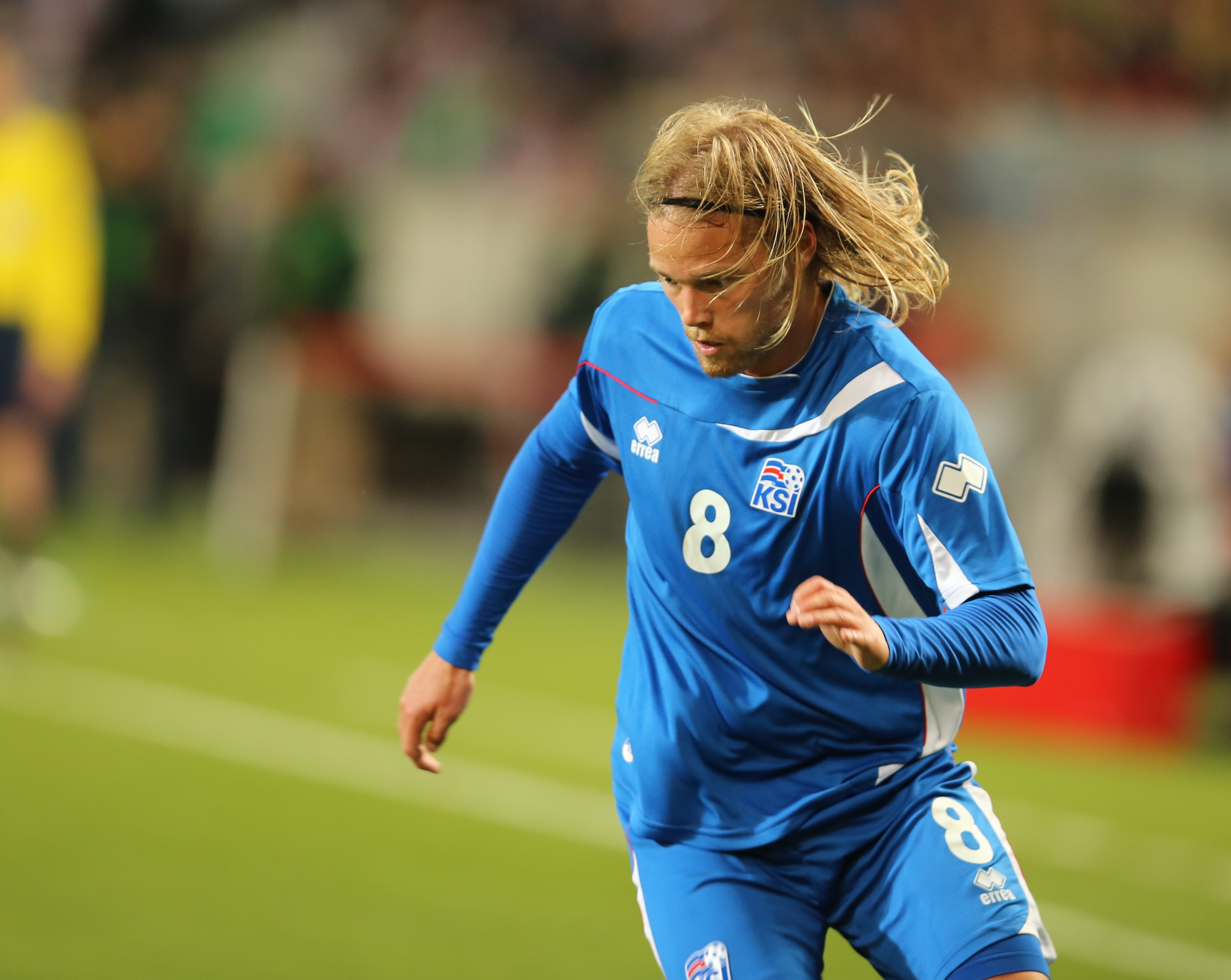
Бьяднасон в составе сборной Исландии

Бьяднасон начал заниматься футболом на родине, играя за футбольные школы различных клубов. В 2006 году его заметили скауты норвежского «Викинга» и пригласили в команду. В том же году Биркир дебютировал в Типпелиге. Свой первый гол он забил в поединке против клуба «Хам-Кам». В 2008 году Бьяднасон на правах аренды перешёл в «Будё-Глимт». Он удачно проявил себя во время аренды и вернувшись в «Викинг» стал одним из ключевых футболистов команды.
В конце 2011 года контракт Биркира с «Викингом» закончился и он на правах свободного агента перешёл в льежский «Стандард». 22 января 2012 года в матче против «Вестерло» Бьяднасон дебютировал в Жюпиле лиге.
Биркир не являлся футболистом основы и в стартовом составе вышел всего в четырёх играх, поэтому летом на правах аренды перешёл в итальянскую «Пескару». 1 сентября в матче против «Торино» он дебютировал в Серии А. 2 декабря в поединке против «Наполи» Бьяднасон забил свой первый гол за «Пескару».
По итогам сезона клуб вылетел в Серию B, но игра Биркира произвела благоприятное впечатление на владельцев команды и они выкупили трансфер футболиста за 900 тыс. евро. Бьяднасон успел сыграть в одном матче во второй итальянской лиге и был перекуплен «Сампдорией» за 1,2 млн евро. 15 сентября в матче против «Дженоа» он дебютировал за новый клуб. Биркир не смог выиграть конкуренцию за место в основе и летом 2014 года вернулся в «Пескару».
Летом 2015 года Биркир перешёл в швейцарский «Базель». Сумма трансфера составила 1,5 млн евро. 27 июля в матче против «Грассхоппера» он дебютировал в швейцарской Суперлиге. 26 сентября в поединке против Лугано Бьяднасон забил свой первый гол за Базель. В матчах Лиги Европы против польского «Леха» и итальянской «Фиорентины» Биркир забил два мяча. В 2016 году он стал чемпионом Швейцарии в составе «Базеля».
В начале 2017 года Бьяднасон перешёл в английскую «Астон Виллу», подписав контракт на три с половиной года. 31 января в матче против «Брентфорда» он дебютировал в Чемпионшипе. 1 января 2018 года в поединке против «Бристоль Сити» Биркир забил свой первый гол за «Астон Виллу». В 2019 году Бьяднасон перешёл в катарский «Аль-Араби». 20 октября в матче против «Аль-Гарафа» он дебютировал в чемпионате Катара. 1 ноября в поединке против «Аль-Вакра» Биркир забил свой первый гол за «Аль-Араби». В начале 2020 года Бьяднасон на правах свободного агента подписал соглашение с клубом «Брешия». 19 января в матче против «Кальяри» он дебютировал за новую команду. По итогам сезона клуб вылетел в Серию B, но игрок остался. 12 декабря в поединке против «Салернитаны» Биркир забил свой первый гол за «Брешию».
Летом 2021 года Бьяднасон подписал контракт с турецким «Адана Демирспор». 20 августа в матче против «Кайсериспора» он дебютировал в турецкой Суперлиге. 18 сентября в поединке против «Ризеспора» Биркир забил свой первый гол за «Адана Демирспор».

## Международная карьера
В 2011 году Биркир в составе молодёжной сборной Исландии принял участие в молодёжном чемпионате Европы в Дании.
29 мая 2010 года в товарищеском матче против сборной Андорры Бьяднасон дебютировал в сборной Исландии. 27 мая 2012 года в поединке против сборной Франции Биркир забил свой первый гол за национальную команду.
28 марта 2015 года в отборочном матче чемпионата Европы 2016 против сборной Казахстана Бьяднасон сделал «дубль».
Летом 2016 года Биркир попал в заявку сборной на участие в чемпионате Европы во Франции. На турнире он сыграл в матчах против команд Португалии, Венгрии, Австрии, Англии и Франции. В поединке против португальцев Бьяднасон забил первый гол Исландии на международных турнирах, также он отличился в матче 1/4 финала против французов.
В 2018 году Бьяднасон принял участие в чемпионате мира в России. На турнире он сыграл в матчах против команд Нигерии, Аргентины и Хорватии.

## Голы за сборную Исландии
| #   | Дата             | Место                                       | Противник   | Счёт | Результат | Соревнование                       |
| --- | ---------------- | ------------------------------------------- | ----------- | ---- | --------- | ---------------------------------- |
| 01. | 27 мая 2012      | Стад дю Эно, Валансьен, Франция             | Франция     | 0:1  | 3:2       | Товарищеский матч                  |
| 02. | 12 октября 2012  | Кемаль Стафа, Тирана, Албания               | Албания     | 0:1  | 1:2       | Чемпионат мира 2014 квалификация   |
| 03. | 7 июня 2013      | Лаугардалсвёллур, Рейкьявик, Исландия       | Словения    | 1:1  | 2:4       | Чемпионат мира 2014 квалификация   |
| 04. | 10 сентября 2013 | Лаугардалсвёллур, Рейкьявик, Исландия       | Албания     | 1:1  | 2:1       | Чемпионат мира 2014 квалификация   |
| 05. | 28 марта 2015    | Астана Арена, Астана, Казахстан             | Казахстан   | 0:2  | 0:3       | Чемпионат Европы 2016 квалификация |
| 06. | 28 марта 2015    | Астана Арена, Астана, Казахстан             | Казахстан   | 0:3  | 0:3       | Чемпионат Европы 2016 квалификация |
| 07. | 15 июня 2016     | Жоффруа Гишар, Сент-Этьен, Франция          | Португалия  | 1:1  | 1:1       | Чемпионат Европы 2016              |
| 08. | 3 июля 2016      | Стад де Франс, Сен-Дени, Франция            | Франция     | 5:2  | 5:2       | Чемпионат Европы 2016              |
| 09. | 6 октября 2017   | Эскишехир Ататюрк, Эскишехир, Турция        | Турция      | 0:2  | 0:3       | Чемпионат мира 2018 квалификация   |
| 10. | 10 октября 2018  | Стад дю Рудуру, Генгам, Франция             | Франция     | 0:1  | 2:2       | Товарищеский матч                  |
| 11. | 22 марта 2019    | Эстади Насьональ, Андорра-ла-Велья, Андорра | Андорра     | 0:1  | 0:2       | Чемпионат Европы 2020 квалификация |
| 12. | 7 сентября 2019  | Лаугардалсвёллур, Рейкьявик, Исландия       | Молдова     | 2:0  | 3:0       | Чемпионат Европы 2020 квалификация |
| 13. | 17 ноября 2019   | Зимбру, Кишинёв, Молдова                    | Молдова     | 0:1  | 1:2       | Чемпионат Европы 2020 квалификация |
| 14. | 31 марта 2021    | Райнпарк, Вадуц, Лихтенштейн                | Лихтенштейн | 0:2  | 1:4       | Чемпионат мира 2022 квалификация   |
| 15. | 26 марта 2022    | Нуэва-Кондомина, Мурсия, Испания            | Финляндия   | 1:1  | 1:1       | Товарищеский матч                  |

## Достижения
Командные
«Базель»
- Чемпион Швейцарии — 2015/16